# Anthidium ternarium
Anthidium ternarium là một loài Hymenoptera trong họ Megachilidae. Loài này được Cockerell mô tả khoa học năm 1911.